# آی‌سی‌جی‌وی تیر
آی‌سی‌جی‌وی تیر (به انگلیسی: ICGV Týr) یک کشتی است که طول آن ۲۳۳ فوت ۵ اینچ (۷۱٫۱۵ متر) می‌باشد. این کشتی در سال ۱۹۷۴ ساخته شد.